# Grace for Drowning
Grace for Drowning je druhé sólové studiové album britského hudebníka Stevena Wilsona. Jeho nahrávání probíhalo v různých obdobích v rozmezí ledna 2010 a června 2011. Jeho producentem byl Wilson a album vyšlo v září 2011 u vydavatelství Kscope.

## Seznam skladeb
Všechny skladby napsal Steven Wilson.
| Disk 1: Deform to Form a Star | Disk 1: Deform to Form a Star | Disk 1: Deform to Form a Star |
| Pořadí                        | Název                         | Délka                         |
| ----------------------------- | ----------------------------- | ----------------------------- |
| 1.                            | Grace for Drowning            | 2:06                          |
| 2.                            | Sectarian                     | 7:41                          |
| 3.                            | Deform to Form a Star         | 7:51                          |
| 4.                            | No Part of Me                 | 5:45                          |
| 5.                            | Postcard                      | 4:29                          |
| 6.                            | Raider Prelude                | 2:23                          |
| 7.                            | Remainder the Black Dog       | 9:27                          |

| Disk 2: Like Dust I Have Cleared from My Eye | Disk 2: Like Dust I Have Cleared from My Eye | Disk 2: Like Dust I Have Cleared from My Eye |
| Pořadí                                       | Název                                        | Délka                                        |
| -------------------------------------------- | -------------------------------------------- | -------------------------------------------- |
| 1.                                           | Belle de Jour                                | 2:59                                         |
| 2.                                           | Index                                        | 4:49                                         |
| 3.                                           | Track One                                    | 4:16                                         |
| 4.                                           | Raider II                                    | 23:21                                        |
| 5.                                           | Like Dust I Have Cleared from My Eye         | 8:01                                         |

## Obsazení
- Steven Wilson – kytara, klavír, baskytara, klávesy, autoharfa, harmonium, perkuse
- Jordan Rudess – klavír
- Steve Hackett – kytara
- Mike Outram – kytara
- Sand Snowman – kytara
- Tony Levin – baskytara, Chapman Stick
- Nick Beggs – baskytara, Chapman Stick
- Trey Gunn – baskytara, Warr guitar
- Markus Reuter – U8 touch guitar
- Nic France – bicí
- Pat Mastelotto – bicí
- Theo Travis – saxofon, klarinet, flétna
- Ben Castle – klarinet
- Dave Stewart – aranžmá smyčců
- London Session Orchestra – smyčce